# محمية الإمام عبد العزيز بن محمد الملكية
محمية الإمام عبد العزيز بن محمد الملكية محمية طبيعية تمتد على مساحة 11,300 كم2 شمال شرق مدينة الرياض في الجنوب الغربي من صحراء الدهناء، وتضم المحمية روضة خريم ومركز غيلانه والمناطق المحيطة. وقد تأسست المحمية بمرسوم ملكي في شهر رمضان 1439 هجري، ويرأس مجلس إدارتها صاحب السمو الملكي الأمير تركي بن محمد بن فهد بن عبد العزيز آل سعود.

## أهمية الموقع
تتميز المحمية بموقعها الاستراتيجي بين أكبر التجمعات السكانية في المملكة العربية السعودية. ويصل تعداد التجمعات السكانية للمدن المحيطة أكثر من 15 مليون نسمة. تبلغ المسافة بين مدينة الرياض وبداية حدود المحمية أقل من 60 كم2، وتبلغ المسافة بين حدود المحمية الشرقية ومدينة الدمام أقل من 170 كم2.
ترتبط مواقع المحمية المختلفة بشبكة طرق حديثة تسهل من الوصول إلى المدن والقرى الواقعة في المحمية، كما تتوفر خدمة الاتصال والإنترنت في المناطق الرئيسية من المدن والقرى والهجر مثل رماح والرمحية والمزيرع والغيلانة وسِعد وشوية.
تعتبر المحمية موئلاً لعدد من الكائنات الفطرية والنباتات الصحراوية والتشكيلات الجيولوجية. وتعكس بيئة المحمية الصحراوية الخصائص الطبيعية لأحد أهم التشكيلات الجغرافية في شبه الجزيرة العربية، والتي بها عدد من الأودية والشعاب مثل شعيب الطوقي وغيلانة ووادي الخويش، وثيالن، والثمامة. كما يوجد في المحمية مناظر طبيعية تشمل الكثبان الرملية والروضات والأودية والمسطحات المائية في موسم الأمطار وعدد من الكهوف والدحول في حدود المحمية الشمالية.
وتشمل المحمية روضة خريم والتي تحتوي على أنواع مختلفة من الكائنات الفطرية بما في ذلك الغزلان والنعام أحمر الرقبة والمها العربي، ويوجد أنواع مختلفة من الطيور المستوطنة والمهاجرة مثل عقاب السهوب الذي شوهد مرات عدة. ورُصد أكثر من 174 فصيل نباتي يتمركز معظمها في الروضات، بالإضافة إلى وجود مشاتل وخلايا نحل يبلغ عمرها أكثر من 8 سنوات.

## المواقع الأثرية
قامت هيئة تطوير محمية الإمام عبد العزيز بن محمد الملكية، بأعمال بحث وتوثيق المواقع التاريخية والأثرية لحمايتها وتأهيلها بمحمية الملك خالد الملكية، وجزء من محمية الإمام عبد العزيز بن محمد الملكية، حيث جرى خلالها اكتشاف مجموعة متنوعة من المواقع التاريخية والأثرية وتوثيقها، وتمكنت من كشف ما يقارب 58 موقعًا أثريًا، شملت دوائر، ومذيلات، ومستوطنات حجرية، كما تم العثور على منشآت مائية، ونقوش قديمة بالقلم الثمودي، تعود إلى المدة الثمودية المتأخرة.

## شتاء العرمة
خلال موسم الشتاء في عام 2022، تم تفعيل السياحة البيئية بالمحمية، حيث أقيم موسم شتاء العرمة في محمية الإمام عبد العزيز بن محمد الملكية ومحمية الملك خالد الملكية. جرى خلال الفعالية التجوُّل في أرجاء المحمية، وإطلاق (40) كائنًا فطريًّا، تنوَّعَت بين غزال الريم والمها العربي.

## الانبعاثات الكربونية
في عام 2022، أزالت محمية الإمام عبد العزيز بن محمد الملكية أكثر من 140 ألف طن من الأنقاض والمخلفات، حيث شملت الإزالة محمية الملك خالد الملكية، بهدف معالجة الآثار السلبية على البيئة، واستصلاح الأراضي المتدهورة في المحمية. واشتملت الإزالة على مخلفات إسمنتية وبلاستيكية وإطارات وخشب وحديد وغيرها من المخلفات العامة.

## منصة العرمة الرقمية
في عام 2022، تم إنشاء منصةَ العرمة الرقميةَ من أجل إصدار التصاريح والتراخيص للأنشطة البيئية بالمحمية، بالإضافة الى محمية الملك خالد الملكية. حيث تم عرض الأنشطة السياحة من خلال المنصة، كصعود الجبال، والتنزه، وكذلك الحصول على معلومات دقيقة عن الأنشطة والفعاليات المقامة داخل حدود المحميتين.
الاتفاقيات

## جامعة الملك فيصل
وقعت محمية الإمام عبد العزيز بن محمد الملكية، اتفاقية تعاون مع جامعة الملك فيصل، بهدف التعاون في المجالات الأكاديمية والبحثية، ومشاركة الخبرات، ونقل المعرفة في مجالات التنمية البيئة.

## الغطاء النباتي
وقع المركز الوطني لتنمية الغطاء النباتي ومكافحة التصحر، اتفاقية تعاون مع هيئة تطوير محمية الإمام عبد العزيز بن محمد الملكية، بهدف تطوير مواقع الغطاء النباتي، وتنمية التنوع النباتي داخل المحميات التابعة للهيئة. كما شملت الاتفاقية إنشاء مراكز تميّز مؤسسي، للبحث، والتطوير، وتنمية الغطاء النباتي، والسياحة البيئية، والتنمية المجتمعية بالمحمية.

## نادي الإبل
وقع نادي الإبل وهيئة تطوير محمية الإمام عبد العزيز بن محمد الملكية، اتفاقية تعاون لدعم الموروث الوطني، المرتبط بحياة الصحراء وتعزيز الاستدامة والتوعية المجتمعية، من خلال مشاريع وبرامج وفعاليات مشتركة، في محمية الإمام عبد العزيز بن محمد الملكية، ومحمية الملك خالد الملكية ونادي الإبل.

## قاعدة البيانات العالمية للمناطق المحمية
في عام 2023، أعلنت هيئة تطوير محمية الإمام عبد العزيز بن محمد الملكية، تسجيل محمية الإمام عبد العزيز بن محمد الملكية ومحمية الملك خالد الملكية على قاعدة البيانات العالمية للمناطق المحمية (WDPA)، التابعة للاتحاد الدولي لصون الطبيعة (IUCN). حيث يشكّل هذا الإدراج خطوةً مهمةً في انضمام المحميات للقائمة الخضراء للمحميات العالمية.